# AltaVista
AltaVista fue un motor de búsqueda de Internet en inglés y español desarrollado por Digital Equipment Corporation y desde 1998 a la empresa que lo gestiona.
Fue propiedad de la empresa Overture Service Inc. La cual, a su vez fue comprada por Yahoo!. Su sede se encontraba en California y se llegaron a realizar unas 13 000.000 de búsquedas cada día.
AltaVista fue uno de los sitios más antiguos en la web. Fue lanzado en los primeros meses de 1995 y, en su momento, llegó a ocupar el primer lugar como índice de navegación. Google, que lo destronaría posteriormente, fue fundada un poco más tarde, en 1998, e incluso Yahoo!, fue lanzado por primera vez en 1994 como una guía en Internet.
El 8 de julio de 2013, Altavista fue finalmente cerrado por Yahoo! para enfocarse en otras áreas.

## Transacciones
En febrero de 2003, Altavista fue comprada por Overture Services, Inc. En octubre de 2003, Overture fue adquirida por Yahoo!. En agosto de 2004, poco después de la adquisición por parte de Yahoo!, el sitio web de AltaVista empezó a utilizar la tecnología del motor de búsqueda de Yahoo!. Con el acuerdo celebrado entre Microsoft y Yahoo! en julio de 2009, AltaVista comenzó a utilizar el motor de búsquedas Bing.

## Aspectos destacados de Altavista
- Ofrece el primer índice de la Web de Internet (1995),[4] en su día un proyecto de Digital Equipment Corporation.
- Primer motor de búsqueda de Internet multimedia.[4]
- Ha obtenido 61 patentes de búsqueda, más que ninguna otra empresa de búsquedas a través de Internet.[4]

## Características
La página principal de este sitio era fácil de usar, en comparación con otros sitios web. La barra de búsqueda estaba en el centro de la página, donde las otras secciones también se podían encontrar tales como:
- Imágenes
- MP3/Audio
- Noticias
- Vídeo[1]

Para su comodidad, los filtros estaban presentes, y el usuario podía optar por limitar su búsqueda si deseaba buscar por país, estado, o provincia.
También una gran característica era la elección del idioma, para todos los usuarios. Los resultados podían estar disponibles en una gran cantidad de idiomas.
Otras divisiones estaban presentes debajo de la zona de búsqueda barra azul, tales como:
- Traducir enlaces
- Barra de herramientas
- Directorio
- Compras
- Viajes - Yahoo Farechase, Yahoo Páginas Amarillas, Yahoo People Finder etc.

En las secciones de la herramienta, el usuario encontraba:
- Sólo Web herramienta de búsqueda
- Filtro de AltaVista Familia